# 福源乡
福源乡，是中华人民共和国四川省南充市营山县曾经下辖的一个乡。2019年10月，撤销福源乡，将其所属行政区域划归清水乡管辖。

## 行政区划
福源乡撤销前下辖以下地区：
福源村、假角村、丰收村、宝珠村、活佛村、土塘村、胡坪村、水磨村、方咀村、方井村和楼河村。